# Coryphopteris holttumii
Coryphopteris holttumii är en kärrbräkenväxtart som beskrevs av Barbara S. Parris. Coryphopteris holttumii ingår i släktet Coryphopteris och familjen Thelypteridaceae. Inga underarter finns listade.